# Уэбстер, Пол Фрэнсис
Пол Фрэ́нсис Уэ́бстер (англ. Paul Francis Webster; 20 декабря 1907, Нью-Йорк, США — 18 марта 1984, Беверли-Хиллз, США) — американский поэт-песенник. За свою карьеру Уэбстер получил три премии «Оскар» за лучшую песню к фильму (1954, 1956, 1966). Он писал тексты на музыку таких известных голливудских композиторов, как Сэмми Фейна, Джонни Мендела и Дмитрия Тёмкина.

## Премии
Три премии «Оскар» за лучшую песню:
- 1954 год — «Secret Love» (музыка Сэмми Фейна) для фильма «Джейн-катастрофа».
- 1956 год — «Love Is a Many-Splendored Thing» (музыка Сэмми Фейна) для фильма «Любовь — самая великолепная вещь на свете».
- 1966 год — «Shadow of Your Smile» (музыка Джонни Мендела) для фильма «Кулик».